# Верхняя Красносельская улица
Ве́рхняя Красносе́льская у́лица — улица в центре Москвы в Красносельском районе между улицей Лобачика и Краснопрудной улицей. В конце улицы на перекрёстке с Краснопрудной находится станция метро «Красносельская».

## Происхождение названия

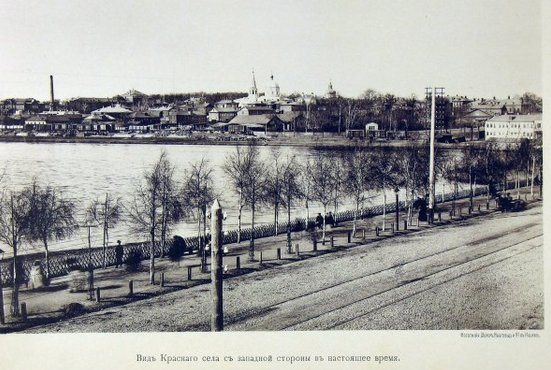
Красный пруд и Красное село в конце XIX в.

Название возникло в XVIII веке. С XIV века здесь существовало сельцо над Великим прудом, позднее — дворцовое Красное Село. В XVIII веке Красное Село вошло в состав Москвы. Определение «Верхняя» отличает улицу от Нижней Красносельской, которая является её продолжением в юго-восточном направлении (после пересечения их с Краснопрудной улицей).

## Описание
Верхняя Красносельская улица начинается от улицы Лобачика как продолжение Малой Красносельской, затем направо последовательно отходят 4-й и 3-й Красносельские переулки, Большой Краснопрудный и Красносельский тупики, а напротив первого — 2-й Красносельский переулок. Наконец, налево от улицы отходит 1-й Красносельский переулок и она пересекает Краснопрудную улицу, за которой переходит в Нижнюю Красносельскую. На углу Верхней Красносельской и Краснопрудной находится станция метро «Красносельская».

## Здания и сооружения

### По нечётной стороне
- № 15, стр. 1,  памятник архитектуры (региональный) — Богадельня имени И. Н. Геера c храмом Святого Иосифа Обручника (1893—1897, архитектор Лев Кекушев, при участии Иллариона Иванова-Шица). В здании сохранились первоначальное художественное оформление фасадов, декоративное оформление парадных интерьеров, а также элементы первоначального убранства церкви. С 1990-х годов здание пустует. В 2004 году принято на охрану распоряжением Правительства Москвы. В 2016 году утверждено охранное обязательство собственника здания — Федерального государственного унитарного предприятия «Федеральный компьютерный центр фондовых и товарных информационных технологий (ФТ-Центр)». Несмотря на штрафы Мосгорнаследия, пользователь в течение многих лет не начинает реставрацию, ссылаясь на отсутствие финансирования. Дом внесён в Красную книгу Архнадзора (электронный каталог объектов недвижимого культурного наследия Москвы, находящихся под угрозой), номинация — запустение[1].

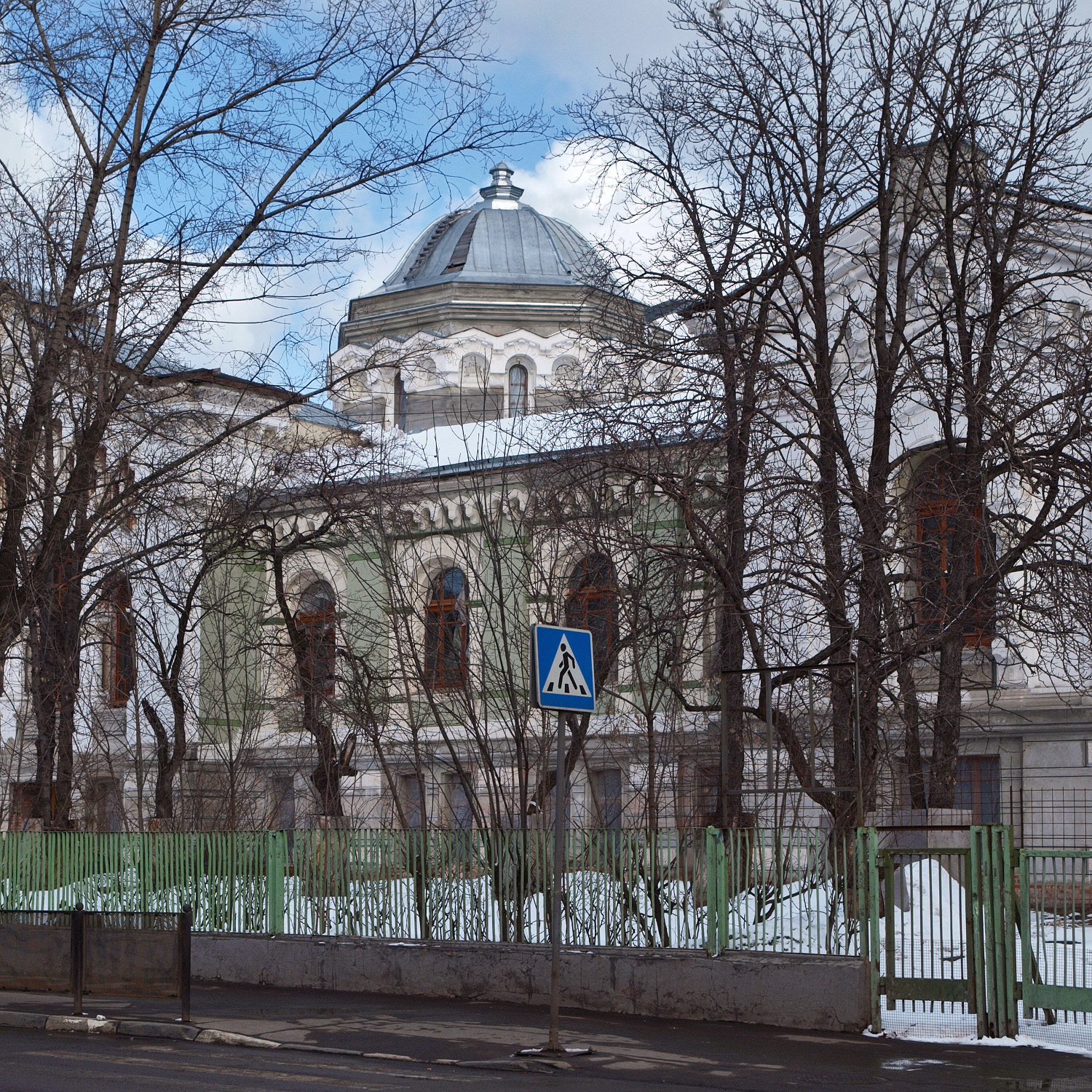
№ 15, Богадельня имени И. Н. Геер (1893—1897, архитектор Л. Н. Кекушев)

- № 19 — Амбулатория имени 10-летия Октября (1926—1927, инженер-архитектор В. А. Заболоцкий)[2].
- № 39 , стр. 2 — В 2001—2007 годах в здании находился центральный аппарат Народной партии Российской Федерации[значимость факта?].

### По чётной стороне
- № 10 — В этом доме проживал математик и механик Л. И. Седов.
- № 14г — Одноэтажное деревянное здание, 1880-е гг. 7-й отдельный батальон милиции.